# Frances Farmer Will Have Her Revenge on Seattle
Pour les articles homonymes, voir Frances et Farmer.
Frances Farmer Will Have Her Revenge on Seattle est le cinquième titre de l'album In Utero du groupe Nirvana ; il dure 4 minutes 9 secondes.
Dans cette chanson, Kurt Cobain critique la société qui a causé la descente aux enfers de l'actrice Frances Farmer. Elle figure à la 8e place du classement des 10 meilleures chansons du groupe établi par PopMatters, qui évoque une chanson « plutôt sinistre » dominée par une « guitare rythmique menaçante en palm mute » et un « riff mortel sur le pont ».